# Joannes Meyssens
Joannes Meyssens, ook Jan of Jean (Brussel, 17 mei 1612  – Antwerpen 18 september 1670) was een Zuid-Nederlands barokschilder, graveur en drukker. Hij was de vader van prentkunstenaar Cornelis Meyssens.
Meyssens had een succesvol prentenbedrijf in de Kammenstraat. In 1649 publiceerde hij Image de divers hommes d'esprit sublime, een portretgalerij van schilders en andere beroemdheden met korte biografische teksten in het Frans. Cornelis de Bie maakte er in 1662 gebruik van voor Het Gulden Cabinet van de Edel Vry Schilderconst en in 1694 kreeg het werk een Engelse vertaling.

## Publicaties
- Image de divers hommes d'esprit sublime qui par leur art et science devront vivre eternellement et des quels la lovange et renommée faict estonner le monde, 1649

- Auckland Art Gallery Toi o Tāmaki: 1363
- Art Gallery of South Australia: 13271
- Biblioteca Nacional de España: XX1517355
- Bibliothèque nationale de France: cb14978267g (data)
- Biografisch Portaal: 11697409
- Gemeinsame Normdatei: 122071247
- International Standard Name Identifier: 0000 0000 7102 1379
- KulturNav: cf254d61-7c84-45fd-870c-a4876ed5486e
- Library of Congress Control Number: no2009153912
- National Gallery of Victoria: 3348
- Nationale Bibliotheek van Tsjechië: mzk2009496187
- Nederlandse Thesaurus van Auteursnamen: 186085338
- RKD-Nederlands Instituut voor Kunstgeschiedenis: 55825
- Système universitaire de documentation: 124315070
- Union List of Artist Names: 500040896
- Virtual International Authority File: 32271194
- WorldCat: E39PBJvhmYThx8TtMrGvPKGvHC